# White Wolf
White Wolf är ett rollspelsföretag grundat 1991 som bland annat ger ut böcker inom spelvärlden World of Darkness. I dessa produkter ingår spel som Vampire: The Masquerade, Werewolf: The Apocalypse, Mage: The Ascension, Hunter: The Reckoning, Changeling - The Dreaming, Demon, Mummy, Wraith: The Oblivion med flera. De flesta av företagets spel kretsar kring konceptet storytelling game där tyngdpunkten ligger på berättandet och ett minimum av tärningsslag (och endast en sorts tärning, den tiosidiga, används i dessa spel). Sedan 1995 ger man även ut samlarkortspelet Vampire the Eternal Struggle. Företaget köptes upp 2015 av Paradox Interactive.